# The Beatles (série télévisée d'animation)
Cet article concerne la sérié télévisée. Pour les autres significations, voir The Beatles (homonymie).
The Beatles est une série de dessins animés mettant en scène le groupe éponyme, diffusée aux États-Unis entre septembre 1965 et mai 1969. 
Cette série, destinée aux enfants, est diffusée dans un premier temps le samedi matin. Le groupe apparaît ici avec un visage dessiné sans moustaches ni lunettes. Les voix des personnages n'ont rien en commun avec celles des Beatles, leur accent de Liverpool ayant été considéré comme difficilement compréhensible par le public américain.
C'est la même compagnie de production qui produira le long-métrage Yellow Submarine en 1968.

## Lancement de la série
En novembre 1964, King Features Syndicate, un distributeur américain de dessins animés et de bandes dessinées, annonce qu'une série sur les Beatles est en préparation. Elle adopte le ton de A Hard Day's Night et chaque demi-heure contient deux chansons et nécessite un mois de travail pour soixante-dix artistes. En Angleterre, vingt-six épisodes sont réalisés par TCV, une société d'animation de Soho, et vingt-six autres sont répartis entre des équipes en Australie et au Canada. Le dessinateur Ron Campbell (en) est un des réalisateurs principaux de la série.
À l'origine, les Beatles sont censés improviser les dialogues, ce qui s'avère impossible, si bien que deux acteurs les remplacent. L'américain Paul Frees se charge de John Lennon et de George Harrison tandis que le comique anglais Lance Percival (en), qui participera aussi au dessin animé Yellow Submarine, incarne Paul McCartney et Ringo Starr. Ni l'un ni l'autre ne sont convaincants. Le graphiste Peter Sander créé les modèles des Beatles animés en s'appuyant sur leurs caricatures dans A Hard Day's Night. Ses feuilles de style comprennent les lignes directrices suivantes :
- John Lennon fait des grimaces surtout après avoir donné un ordre. On peut utiliser des gestes showbiz un peu efféminés. Cela donne l'impression que Lennon ne prend pas au sérieux son boulot de leader.
- Paul McCartney est le Beatle le plus posé et le plus stylé. Il regarde droit dans les yeux tous ceux à qui il s'adresse. Il s'excite dès que John dit quelque chose.
- George Harrison ne regarde jamais ceux à qui il parle. Donne presque toujours l'impression de froncer les sourcils. Toujours adossé contre quelque chose. Épaules voûtées, mains dans les poches, jambes croisées.
- Ringo Starr a toujours l'air un peu désarticulé quand il marche ou qu'il se tient debout. Sa lèvre inférieure doit avancer, ses cheveux doivent être longs sur la nuque et hirsutes, sa bouche doit former une ligne ondoyante. Quand Ringo fait une remarque drôle et qu'il rit, il plisse les yeux.

La série fait ses débuts le 25 septembre 1965 et la première atteint une note de 67, c'est-à-dire que 67 % des téléviseurs étaient syntonisés à l'émission.
Les intrigues sont, dans l'ensemble, des histoires farfelues préfigurant le film Help!, qui doivent s'articuler autour des deux chansons choisies pour chaque épisode. Les émissions produites en Australie ont la désagréable tendance à inclure certains stéréotypes, par exemple des caricatures d'Asiatiques dans le rôle des méchants, leur donnant un ton xénophobe prononcé. Cependant, la série cartonne aux États-Unis dès ses débuts en septembre 1965 et pulvérise sans peine l'audimat. Mais les Beatles la détestent. Lennon se plaint qu'on les fasse ressembler « à ces foutus Pierrafeux » et elle n'est jamais correctement diffusée en Angleterre, à l'exception de quelques épisodes sur des chaînes régionales privées au milieu des années 70 et à la fin des années 80. Les archives des scénarios de King et les celluloïds sont détruits au début de la décennie suivante. Depuis, Apple a racheté les droits, mais ne paraît pas disposé à remettre la série en circulation.

## Diffusion au Japon
Au Japon, la série animée fut diffusée sur la douzième chaîne de TV Tokyo et sur une chaîne de l'Association Japonaise des Stations de Télévision Indépendantes dans les années 1970 et 1980. La première diffusion à la télévision Japonaise aurait cependant eu lieu en 1968.
La série reçut un doublage en japonais dont il ne reste aujourd'hui que peu de traces[réf. nécessaire]. Contrairement à la version originale, chaque Beatle est doublé par un comédien différent : John Lennon est interprété par l'acteur Masatō Ibu, George Harrison et Ringo Starr respectivement par les seiyū Hideyuki Tanaka et Kazuyuki Sogabe et Paul McCartney par Kenji Obata, unique rôle de ce dernier.